# Herrschaft Kasselburg

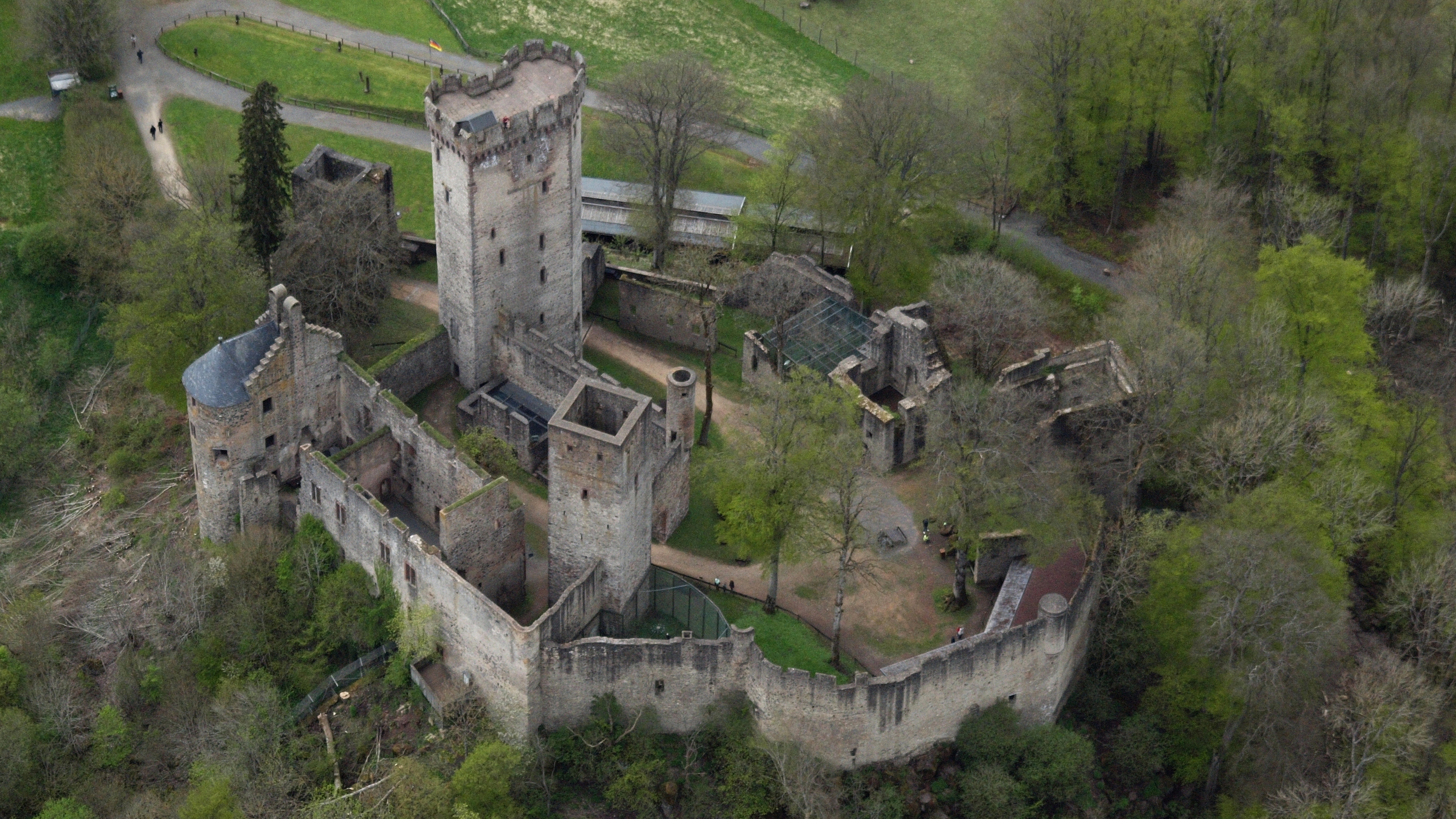
Kasselburg, östliche Ansicht, Luftaufnahme (2015)

Die Herrschaft Kasselburg (auch Casselburg) war ein reichsunmittelbares Territorium in der Eifel, das bis zum Ende des 18. Jahrhunderts bestand. Namensgebend war die Kasselburg. Die Herrschaft lag im heutigen Landkreis Vulkaneifel in Rheinland-Pfalz.

## Geschichte
Die Herrschaft Kasselburg umfasste die Kasselburg und die Dörfer Betteldorf, Gees und Pelm, sowie den arenbergischen Anteil am Hochgericht Neunkirchen. Die Herrschaft war ursprünglich ein kurtrierisches Lehen und kam von den Herren von Blankenheim an die Grafen von Manderscheid, von diesen 1681 an das herzogliche Haus Arenberg.
So wie alle Herrschaften auf dem Linken Rheinufer wurde die Herrschaft Kasselburg in der sogenannten Franzosenzeit aufgelöst.